# Frank Robert
Pour les articles homonymes, voir Robert (patronyme).
Frank Robert, né le 12 octobre 1918 à Kristiania, mort le 13 juillet 2007, est un chanteur, danseur et acteur norvégien. Il a été connu pour le rôle principal dans la pièce radiophonique Dickie Dick Dickens (en) dans les années 1960 et 19670.

## Biographie
Il fait ses débuts au théâtre en 1939. Il se produit au Centralteatret d'Oslo entre 1944 et 1958, puis au Nationaltheatret de 1958 à 1962, où il joue des comédies de Ludvig Holberg, Molière et Noël Coward. Il obtient un prix de Norwegian Theatre Critics Award (en) en 1974 pour le rôle de Gustaf dans la pièce Créanciers, et le Prix Leif Justers en 2005.

## Théâtre
- Créanciers d'August Strindberg

## Radio
- Dickie Dick Dickens (en)

## Filmographie
- 1952 : Trine!
- 1956 : På solsiden
- 1957 : Fjols til fjells
- 1963 : Freske fraspark
- 1975 : Flåklypa Grand Prix (voix)